# Route 222 (Québec)
Pour les articles homonymes, voir Route 222.
La route 222 (R-222) est une route régionale québécoise d'orientation est / ouest située sur la rive sud du fleuve Saint-Laurent. Elle dessert les régions administratives de la Montérégie et de l'Estrie.

## Tracé
Son extrémité ouest est située à Roxton Falls sur la route 139. Sur son chemin, elle passe au cœur de la ville de Valcourt. Son extrémité est se trouve à Sherbrooke, dans l'arrondissement de Brompton–Rock Forest–Saint-Élie–Deauville, sur la route 143, en bordure de la rivière Saint-François.

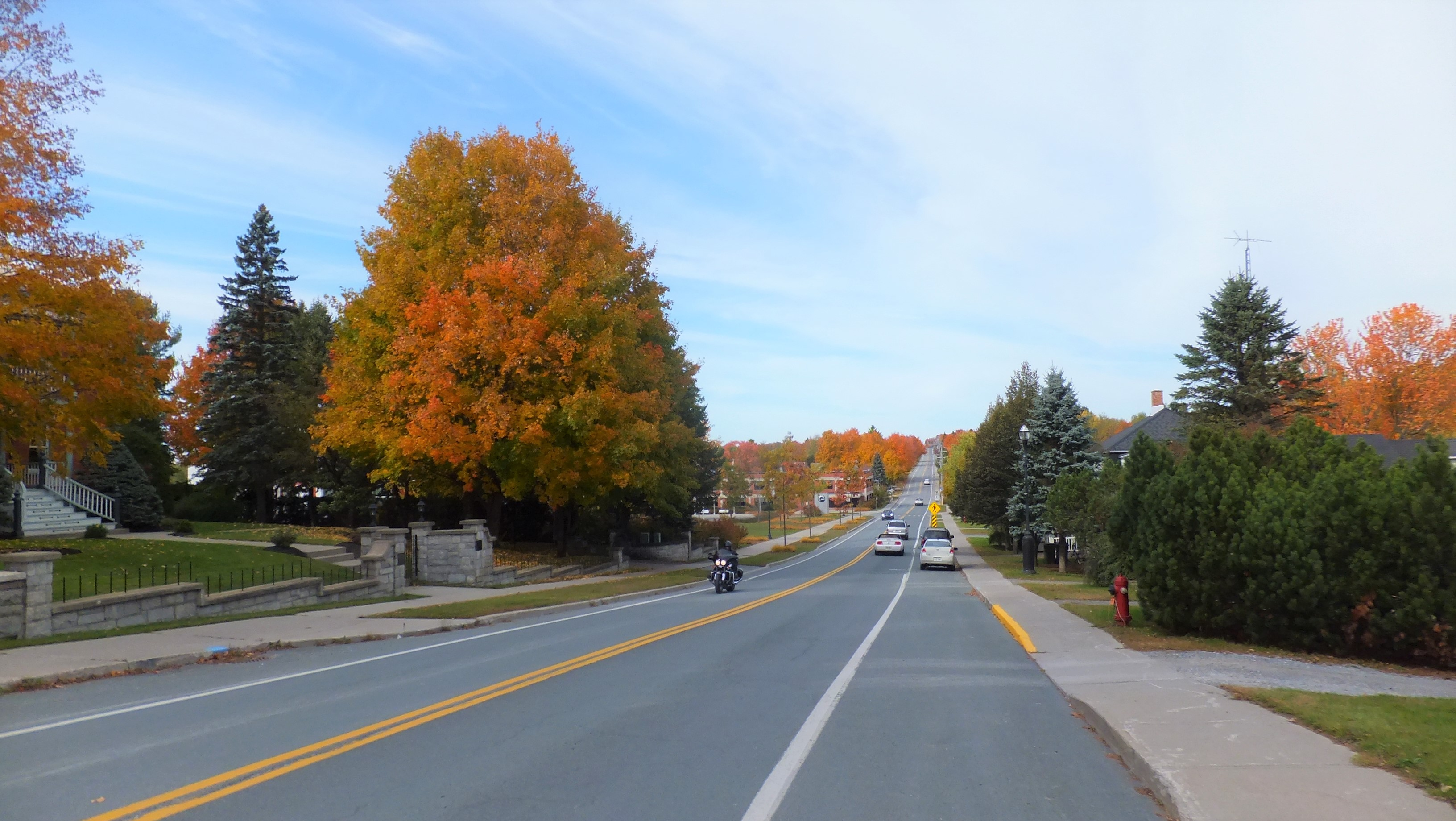
La route 222 à Valcourt en automne.
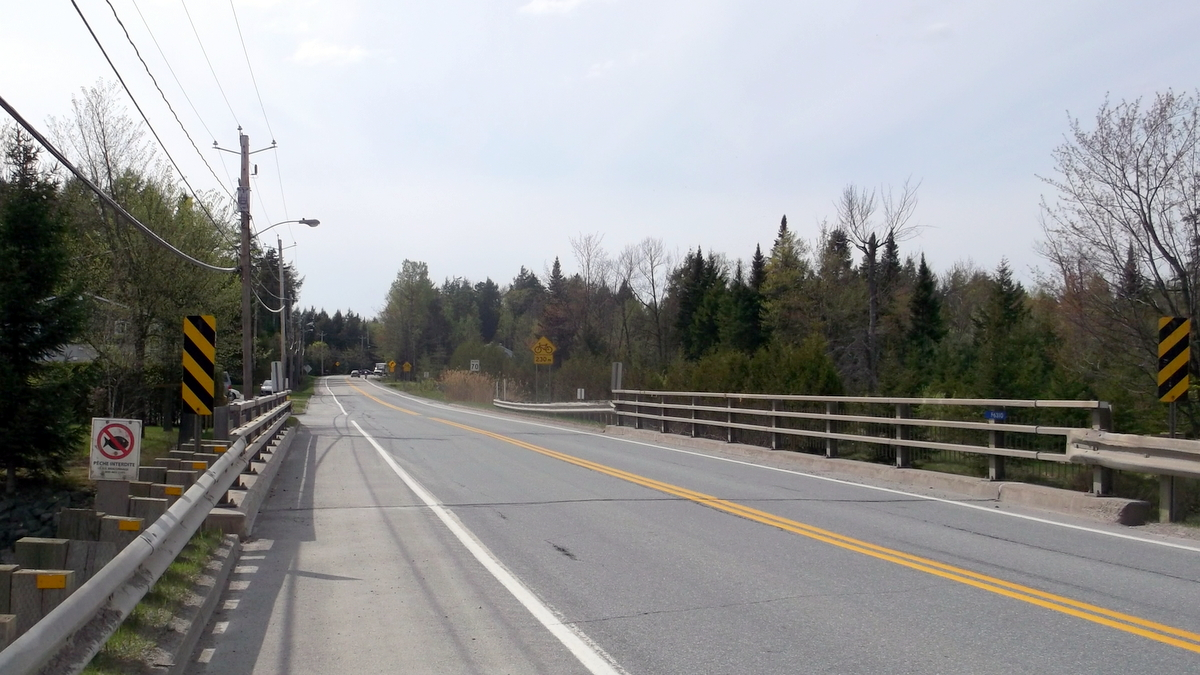
Pont de la route 222 à Saint-Denis-de-Brompton.
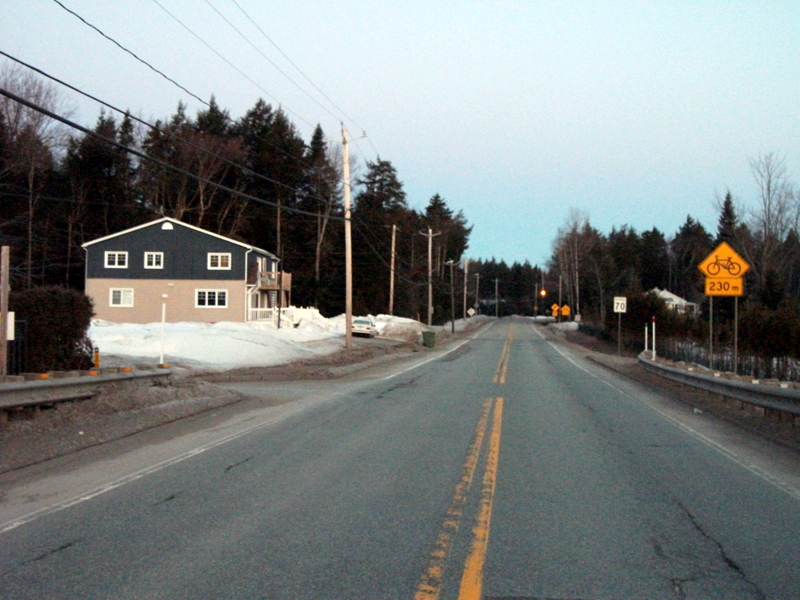
La route 222 traverse des secteurs de villégiature à Saint-Denis-de-Brompton.
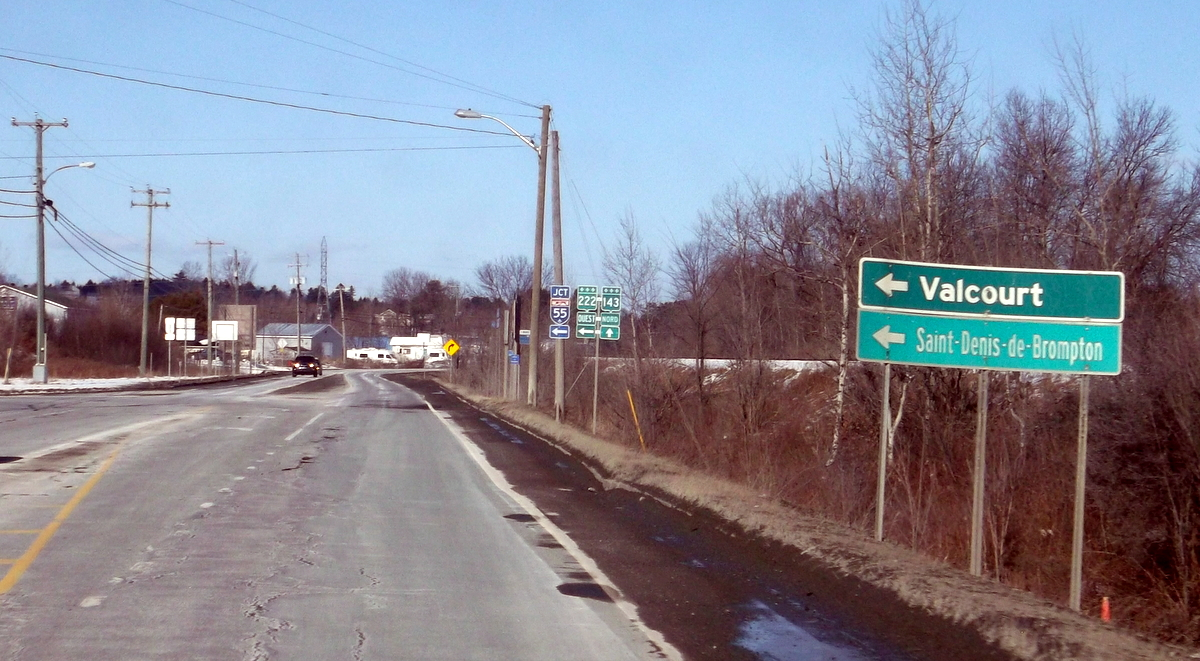
L'extrémité est de la route 222, à sa jonction avec la route 143 près de l'A-55.

## Localités traversées (d'ouest en est)
Liste des municipalités dont le territoire est traversé par la route 222, regroupées par municipalité régionale de comté.

### Montérégie
Acton
- Roxton Falls
- Roxton
- Sainte-Christine

### Estrie
Le Val-Saint-François
- Maricourt
- Valcourt (Canton)
- Valcourt (Ville)
- Racine
- Saint-Denis-de-Brompton

Hors MRC
- Sherbrooke
  - Arrondissement de Brompton–Rock Forest–Saint-Élie–Deauville

## Intersections majeures
| MRC                     | Municipalité            | km    | Destinations                              | Notes                                                                                         |
| ----------------------- | ----------------------- | ----- | ----------------------------------------- | --------------------------------------------------------------------------------------------- |
| Roxton                  | Roxton Falls            | 0,00  | R-139 – Granby, Acton Vale, Drummondville |                                                                                               |
| Le Val-Saint-François   | Racine                  | 32,00 | R-243 sud – Waterloo, Lawrenceville       | Terminus ouest du multiplex avec la R-243; Lawrenceville indiqué en direction ouest seulement |
| Le Val-Saint-François   | Racine                  | 35,30 | R-243 nord – Richmond                     | Terminus est du multiplex avec la R-243                                                       |
| Le Val-Saint-François   | Saint-Denis-de-Brompton | 47,70 | R-249 nord – Windsor                      | Terminus ouest du multiplex avec la R-249                                                     |
| Le Val-Saint-François   | Saint-Denis-de-Brompton | 51,10 | R-249 sud – Magog                         | Terminus est du multiplex avec la R-249                                                       |
| Sherbrooke              | Sherbrooke              | 61,30 | A-55 – Drummondville, Sherbrooke          | Sortie 58 de l'A-55                                                                           |
| Sherbrooke              | Sherbrooke              | 63,20 | R-143 – Sherbrooke (Centre-ville)         |                                                                                               |
| - Terminus de multiplex |                         |       |                                           |                                                                                               |